# Tadeusz Bursztynowicz
Tadeusz Bursztynowicz (ur. 21 marca 1920 w Złoczowie, zm. 6 maja 1985 w Warszawie) – polski reżyser teatralny, współzałożyciel Opery Śląskiej, dyrektor Opery i Operetki Warszawskiej, współzałożyciel i dyrektor Teatru Muzycznego w Szczecinie.

## Życiorys

### Dzieciństwo i młodość
Uczęszczał do liceum o profilu matematyczno-przyrodniczym we Włodzimierzu Wołyńskim i średniej szkoły muzycznej we Lwowie (1939–1940). Egzamin maturalny zdał w roku 1939. W latach II wojny światowej brał lekcje śpiewu u Adama Didura (1942–1946). Był uczestnikiem powstania warszawskiego (1944) jako oficer AK.

### Okres powojenny w Bytomiu i Warszawie (1950–1970)
Po zakończeniu wojny wraz z Adamem Didurem założył w Bytomiu Operę Śląską. W następnych latach był jej kierownikiem administracyjnym (1945–1949) i dyrektorem (1949/1950). W tym samym czasie uczył się śpiewu u Stefana Beliny-Skupiewskiego (1946–1949). 
W kolejnych latach mieszkał w Warszawie. Studiował na Wydziale Reżyserii Wyższej Szkoły Teatralnej (1959–1962). Pełnił funkcje dyrektora:
- 1950–1952 – Opery Warszawskiej,
- 1953–1955 – Teatru Nowego w Warszawie,
- 1955–1958 – Operetki Warszawskiej (od 1955 – kierownik artystyczny),
- 1957–1970 – Opery Warszawskiej (również kierownik artystyczny).

Pod jego kierownictwem wystawiono Miss Polonia Marka Sarta oraz Wesołą wdówkę i Krainę uśmiechu Franza Lehára. Reżyserował przedstawienia w różnych teatrach muzycznych, m.in. w Gdańsku i Lublinie. 
Był skarbnikiem Warszawskiego Towarzystwa Muzycznego i członkiem SPATiF (zob. ZASP). Brał udział w przebudowie gmachu „Roma” dla potrzeb Operetki. 

### Lata w Szczecinie (1971–1985)
Tadeusz Bursztynowicz przybył do Szczecina po wydarzeniach grudniowych, których efektem była nowa sytuacja społeczno-polityczna, sprzyjająca inwestycjom w przedsięwzięcia kulturalne. Rozpoczął intensywne starania o przekształcenie ubogiego Teatru Muzycznego, z siedzibą w sali gimnastycznej Komendy Wojewódzkiej MO (ul. Potulicka), w znaną obecnie Operę na Zamku. Udało mu się w roku 1972 uzyskać zgodę na przeniesienie teatru do nowych pomieszczeń w Zamku Książąt Pomorskich. Przeprowadzka nastąpiła w roku 1978. W czasie przygotowań do inauguracji przekształcił i rozbudował zespół teatru. Sprowadził do Szczecina wielu młodych artystów (solistów, muzyków, tancerzy, dyrygentów) zakładając, że nowy teatr będzie przygotowywał sześć premier rocznie. Scenę na zamku zainaugurowano wystawieniem Kuliga Leona Schillera. W kolejnych latach Teatr Muzyczny na Zamku dawał do 300 przedstawień rocznie dla ok. 120 tys. widzów, w tym np.:
- Krakowiacy i Górale (Wojciech Bogusławski),
- Domek trzech dziewcząt (Franz Schubert),
- Piękna Helena (Jacques Offenbach)
- Wesołe kumoszki z Windsoru (Otto Nicolai według Williama Szekspira),
- Baron Cygański (Johann Strauss).

W lutym 1985 r. Tadeusz Bursztynowicz wystawił jako reżyser operę Tosca Giacoma Pucciniego. Zmarł w maju tego roku, w czasie przygotowań do premiery opery Zamek na Czorsztynie Karola Kurpińskiego. Pochowany na cmentarzu Powązkowskim (kwatera 92-3-26).

## Ordery i odznaczenia
- Krzyż Oficerski Orderu Odrodzenia Polski
- Medal 10-lecia Polski Ludowej (19 stycznia 1955)[6]
- Odznaka 1000-lecia Państwa Polskiego[2]

## Wyróżnienie
Znalazł się na 55. miejscu listy „Szczecinianie Stulecia”, utworzonej na przełomie XX i XXI w. w wyniku plebiscytu Gazety Wyborczej (wyd. szczecińskie), Polskiego Radia Szczecin i TVP Szczecin.